# Cyphopterum hidalgo
Cyphopterum hidalgo är en insektsart som beskrevs av Lindberg och Wagner 1966. Cyphopterum hidalgo ingår i släktet Cyphopterum och familjen Flatidae. Inga underarter finns listade i Catalogue of Life.